# Kabinet-Abbott
Het kabinet-Abbott was de regering van het Gemenebest van Australië van 18 september 2013 tot 15 september 2015.
| Ambtsbekleder                         | Ambtsbekleder    | Ambtsbekleder           | Functie(s)                                   | Ambtstermijn      | Ambtstermijn      | Partij |
| ------------------------------------- | ---------------- | ----------------------- | -------------------------------------------- | ----------------- | ----------------- | ------ |
|                                       | Tony Abbott      | Tony Abbott (1957)      | Premier                                      | 18 september 2013 | 15 september 2015 | LP     |
|                                       | Warren Truss     | Warren Truss (1948)     | Vicepremier                                  | 18 september 2013 | 18 februari 2016  | NP     |
| Minister van Infrastructuur           | Warren Truss     | Warren Truss (1948)     |                                              | 18 september 2013 | 18 februari 2016  | NP     |
| Minister van Regionale Ontwikkeling   | Warren Truss     | Warren Truss (1948)     |                                              | 18 september 2013 | 18 februari 2016  | NP     |
|                                       | Julie Bishop     | Julie Bishop (1956)     | Minister van Buitenlandse Zaken              | 18 september 2013 | 28 augustus 2018  | LP     |
|                                       | Joe Hockey       | Joe Hockey (1965)       | Minister van Financiën                       | 18 september 2013 | 20 september 2015 | LP     |
|                                       | George Brandis   | George Brandis (1957)   | Minister van Justitie                        | 18 september 2013 | 20 september 2015 | LP     |
| Minister van Cultuur                  | George Brandis   | George Brandis (1957)   |                                              | 18 september 2013 | 20 september 2015 | LP     |
|                                       | David Johnston   | David Johnston (1956)   | Minister van Defensie                        | 18 september 2013 | 24 december 2014  | LP     |
|                                       | Kevin Andrews    | Kevin Andrews (1955)    | Minister van Defensie                        | 24 december 2014  | 20 september 2015 | LP     |
|                                       | Peter Dutton     | Peter Dutton (1970)     | Minister van Volksgezondheid                 | 18 september 2013 | 24 december 2014  | LP     |
| Minister voor Sport                   | Peter Dutton     | Peter Dutton (1970)     |                                              | 18 september 2013 | 24 december 2014  | LP     |
|                                       | Sussan Ley       | Sussan Ley (1961)       | Minister van Volksgezondheid                 | 24 december 2014  | 13 januari 2017   | LP     |
| Minister voor Sport                   | Sussan Ley       | Sussan Ley (1961)       |                                              | 24 december 2014  | 13 januari 2017   | LP     |
|                                       | Eric Abetz       | Eric Abetz (1958)       | Minister van Arbeid                          | 18 september 2013 | 20 september 2015 | LP     |
| Leider in de Senaat                   | Eric Abetz       | Eric Abetz (1958)       |                                              | 18 september 2013 | 20 september 2015 | LP     |
|                                       | Kevin Andrews    | Kevin Andrews (1955)    | Minister van Sociale Zaken                   | 18 september 2013 | 24 december 2014  | LP     |
|                                       | Scott Morrison   | Scott Morrison (1968)   | Minister van Sociale Zaken                   | 24 december 2014  | 20 september 2015 | LP     |
|                                       | Christopher Pyne | Christopher Pyne (1967) | Minister van Onderwijs                       | 18 september 2013 | 20 september 2015 | LP     |
| Leider in het Huis van Afgevaardigden | Christopher Pyne | Christopher Pyne (1967) |                                              | 18 september 2013 | 20 september 2015 | LP     |
|                                       | Ian Macfarlane   | Ian Macfarlane (1955)   | Minister van Industriële Zaken en Wetenschap | 18 september 2013 | 20 september 2015 | LP     |
|                                       | Barnaby Joyce    | Barnaby Joyce (1967)    | Minister van Landbouw                        | 18 september 2013 | 20 december 2017  | NP     |
|                                       | Greg Hunt        | Greg Hunt (1965)        | Minister van Milieu                          | 18 september 2013 | 20 juli 2016      | LP     |
|                                       | Malcolm Turnbull | Malcolm Turnbull (1954) | Minister van Communicatie                    | 18 september 2013 | 15 september 2015 | LP     |
|                                       | Andrew Robb      | Andrew Robb (1951)      | Minister voor Buitenlandse Handel            | 18 september 2013 | 18 februari 2016  | LP     |
|                                       | Bruce Billson    | Bruce Billson (1966)    | Minister voor Midden- en Kleinbedrijf        | 18 september 2013 | 20 september 2015 | LP     |
|                                       | Scott Morrison   | Scott Morrison (1968)   | Minister voor Immigratie                     | 18 september 2013 | 24 december 2014  | LP     |
|                                       | Peter Dutton     | Peter Dutton (1970)     | Minister voor Immigratie                     | 24 december 2014  | 20 augustus 2018  | LP     |
|                                       | Nigel Scullion   | Nigel Scullion (1956)   | Minister voor Aboriginal Zaken               | 18 september 2013 | 30 mei 2019       | NP     |
|                                       | Mathias Cormann  | Mathias Cormann (1970)  | Onderminister voor Financiën                 | 18 september 2013 | 30 oktober 2020   | LP     |